# Clark Matis
Clark Arvo Matis (* 1. Juli 1946 in Durango, Colorado) ist ein ehemaliger US-amerikanischer Skilangläufer.
Matis war von 1969 bis 1972 Mitglied des US-Nationalteams im Skilanglauf, nachdem er 1964 den nationalen Titel in der Juniorenklasse gewinnen konnte. In den Jahren 1968 und 1969 konnte er bei den NCAA-Meisterschaften siegen. Bei den Winter-Universiaden trat er 1966 und 1968 an. Die Rennen über 15 und 30 Kilometer konnte er bei den Regionalmeisterschaften der Rocky Mountains 1971 gewinnen. Daraufhin nahm er 1972 bei den Olympischen Winterspielen im japanischen Sapporo teil. Über die 30 Kilometer belegte er den 53. Platz.
Nach Beendigung seiner aktiven Karriere war Matis für Rossignol tätig, bevor er 1981 mit Randy Merrell und John Schweitzer eine eigene Firma für Outdoor-Schuhe, welches seit 1997 zu Wolverine Worldwide gehört. Matis hält diverse Patente für Schuh- und Stiefeldesigns.
Matis entstammt einer skibegeisterten Familie. Seine Mutter war 1939 die erste Frau im Skiteam der University of Colorado, für welches er ebenfalls antrat. Sein Vater war langjähriger Präsident des Durango Ski Clubs und Trainer in La Plata County, Colorado.